# Nissan Micra
Nissan Micra er en siden 1982 i flere generationer fremstillet minibil fra den japanske bilfabrikant Nissan.

## Micra (K10, 1982−1992)
Datsun Micra kom på markedet i december 1982 med tre døre for at konkurrere med biler såsom Honda Jazz/City efter at Nissans tidligere mindste model, Cherry, var blevet større. Efter at Nissan havde besluttet at afskaffe varemærket Datsun, blev modellen omdøbt til Nissan Micra. Modellerne til det europæiske marked blev produceret hos det spanske firma Nissan Motor Ibérica S.A.
I Japan og visse andre lande er Micra kendt under navnet Nissan March. I sommeren 1985 blev modelprogrammet udvidet med en femdørs udgave.

### Facelifts
I juli 1986 fik Micra sit første facelift med blandt andet betydeligt større kofangere. Den første generation af Micra kunne som alternativ til den standardmonterede, femtrins manuelle gearkasse leveres med en tretrins automatgearkasse, hvilket dengang var usædvanligt for en minibil.
Fra 1989 lagde modellen platform til modellerne Pao, S-Cargo og Figaro.
- Nissan Micra tredørs (1986–1989)
- Bagfra

Det andet og sidste facelift fandt sted i september 1989. Dette facelift kan kendes på en lidt rundere front, hvor overgangen mellem forlygterne og de lidt mindre kofangere er flydende. Desuden fik Micra en kølergrill med to ved siden af hinanden liggende luftindtag.
På dette tidspunkt kom Micra i udstyrsvarianterne L, LX og Super S. L er basismodellen, som kan kendes på de manglende sidebeskyttelseslister og ulakerede kofangere. LX-modellen var med tonede sideruder, fjernoplåselig bagklap, midterkonsol og delt bagsæde for daværende forhold meget godt udstyret. Modellen Super S har derudover sportssæder, brede dæk og omdrejningstæller (i stedet for uret i L og LX). Som ekstraudstyr kunne LX og Super S leveres med et stort elektrisk foldetag; modellen bærer så tilnavnet Topic. I de sidste produktionsår kom der flere forskellige specialmodeller af Micra I, som f.eks. Micra Peppermint med mintgrøn metallakering. Den eneste tilbageværende motor for alle udstyrsvarianter var herefter en 1,2-liters benzinmotor med 42 kW (57 hk) og reguleret katalysator.
- Nissan Micra tredørs (1989–1992)
- Bagfra
- Nissan March R
- Nissan March Superturbo

I juli 1992 blev produktionen af Micra K10 indstillet.

### Sikkerhed
Det svenske forsikringsselskab Folksam vurderer flere forskellige bilmodeller ud fra oplysninger fra virkelige ulykker, hvorved risikoen for død eller invaliditet i tilfælde af en ulykke måles. I rapporterne Hur säker är bilen? er/var Micra i årgangene 1983 til 1992 klassificeret som følger:
- 1999: Mindst 40 % dårligere end middelbilen[3]
- 2001: Mindst 40 % dårligere end middelbilen[4]
- 2003: Mindst 15 % dårligere end middelbilen[5]
- 2005: Mindst 15 % dårligere end middelbilen[6]
- 2007: Dårligere end middelbilen[7]
- 2009: Dårligere end middelbilen[8]
- 2011: Dårligere end middelbilen[9]
- 2013: Mindst 40 % dårligere end middelbilen[10]
- 2015: Mindst 40 % dårligere end middelbilen[11]
- 2017: Mindst 40 % dårligere end middelbilen[12]

### Tekniske data
|                                                | 1.0                            | 1.0 Turbo                 | 1.2                 |
| Byggeår                                        | 1982–1989                      | 1985–1989                 | 1989–1992           |
| Motordata                                      |                                |                           |                     |
| Motortype                                      | R4-benzinmotor                 | R4-benzinmotor            | R4-benzinmotor      |
| Antal ventiler pr. cylinder                    | 2                              | 2                         | 2                   |
| Ventilstyring                                  | OHC, tandrem                   | OHC, tandrem              | OHC, tandrem        |
| Fødesystem                                     | Karburator                     | Multipoint                | Karburator          |
| Katalysator                                    | Nej                            | Nej                       | Ja                  |
| Trykladning                                    | –                              | Turbolader, ladeluftkøler | –                   |
| Køling                                         | Vandkøling                     | Vandkøling                | Vandkøling          |
| Boring × slaglængde                            | 68,0 × 68,0 mm                 | 68,0 × 68,0 mm            | 71,0 × 78,0 mm      |
| Slagvolume                                     | 988 cm³                        | 988 cm³                   | 1235 cm³            |
| Kompressionsforhold                            | 9,5:1                          | 8,0:1                     | 9,0:1               |
| Maks. effekt ved omdr./min.                    | 37 kW (50 hk) 6000             | 56 kW (76 hk) 6000        | 42 kW (57 hk) 5200  |
| Maks. drejningsmoment ved omdr./min.           | 72 Nm 3600                     | 106 Nm 4400               | 93 Nm 3200          |
| Kraftoverførsel                                |                                |                           |                     |
| Drivende hjul                                  | Forhjul                        | Forhjul                   | Forhjul             |
| Gearkasse (standardudstyr)                     | 4-trins manuel                 | 5-trins manuel            | 5-trins manuel      |
| Gearkasse (ekstraudstyr)                       | 5-trins manuel                 | 3-trins automatisk        | 3-trins automatisk  |
| Gearkasse (ekstraudstyr)                       | 3-trins automatisk             | 3-trins automatisk        | 3-trins automatisk  |
| Præstationer                                   |                                |                           |                     |
| Topfart                                        | 140 km/t                       | 180 km/t                  | 150 km/t            |
| Acceleration 0-100 km/t                        | 16,8 sek.                      |                           | 14,9 sek.           |
| Brændstofforbrug pr. 100 km ved blandet kørsel | 6,0 liter Blyfri/ blyholdig 91 |                           | 6,8 liter Blyfri 91 |

1. ↑  Kun for Japan og USA
2. ↑  Værdier i parentes gælder for versioner med automatgear

## Micra (K11, 1992−2002)
I august 1992 præsenterede Nissan den anden generation af Micra, der som den første japanske bil vandt titlen Årets Bil i Europa 1993. Ud over den standardmonterede femtrins manuelle gearkasse findes denne generation af Micra også med en trinløs CVT-gearkasse. Produktionen til Europa fandt nu sted hos Nissan Motor Manufacturing (UK) Ltd. i Washington. I nogle asiatiske lande findes der en søstermodel, som hedder Nissan Verita hhv. Maruti Zen Classic.
Motorprogrammet omfattede fra starten to 16-ventilede motorer på 1,0 og 1,3 liter med 54 hhv. 75 hk. Senere blev en 1,5-liters dieselmotor fra PSA Peugeot Citroën tilføjet motorprogrammet, dog ikke i Danmark. I forbindelse med det sidste facelift i efteråret 2000 blev 1,0'eren opgraderet til 60 hk, mens 1,3'eren blev afløst af en ny 1,4-litersmotor med 82 hk.
I 1997 kom modellen på det japanske marked i en cabrioletudgave, som også benyttes og er blevet benyttet i rallysporten. Stationcarversionen March Box er ligeledes forbeholdt Japan.

### Facelifts
I løbet af sin tiårige byggetid blev Micra K11 modificeret tre gange.
De første modifikationer kom mellem slutningen af 1995 og starten af 1996 med blandt andet en modificeret kølergrill, smalle pyntelister og andre kontaktarme. Desuden findes modellerne fra dette tidspunkt kun med rat med airbag, som første gang blev indført kort før de andre ændringer. Kabinen fik nyt stofindtræk og en mørkere midterkonsol samt mørkere instrumenter.
Det andet facelift fandt sted i februar 1998. Disse modeller kan kendes på de større forlygter samt de modificerede luftindtag på kølergrillen.
- Nissan Micra tredørs (1998−2000)
- Bagfra

I september 2000 fik Micra et yderligere facelift, som kan kendes på krompynten på kølergrillen og de afmørkede baglygter.
- Nissan Micra tredørs (2000–2002)
- Bagfra
- Nissan March Box (2000−2002)

I oktober 2002 blev produktionen af Micra K11 indstillet.

### Sikkerhed
Det svenske forsikringsselskab Folksam vurderer flere forskellige bilmodeller ud fra oplysninger fra virkelige ulykker, hvorved risikoen for død eller invaliditet i tilfælde af en ulykke måles. I rapporterne Hur säker är bilen? er/var Micra i årgangene 1993 til 2002 hhv. 2003 klassificeret som følger:
- 1999: Som middelbilen[3]
- 2001: Som middelbilen[4]
- 2003: Som middelbilen[5]
- 2005: Som middelbilen[6]
- 2007: Som middelbilen[7]
- 2009: Som middelbilen[8]
- 2011: Som middelbilen[9]
- 2013: Som middelbilen[10]
- 2015: Som middelbilen[11]
- 2017: Som middelbilen[12]
- 2019: Som middelbilen[19]

### Tekniske data
|                                                | 1.0                             | 1.0                                         | 1.3                             | 1.4                                         | 1.5 D                        |
| Byggeår                                        | 8/1992–9/2000                   | 9/2000–10/2002                              | 8/1992–9/2000                   | 9/2000–10/2002                              | 2/1998–10/2002               |
| Motordata                                      |                                 |                                             |                                 |                                             |                              |
| Motorfabrikat                                  | Nissan                          | Nissan                                      | Nissan                          | Nissan                                      | PSA                          |
| Motorkode                                      | CG 10 DE                        | CG 10 DE                                    | CG 13 DE                        | CG A3                                       | TUD5                         |
| Motortype                                      | R4-benzinmotor                  | R4-benzinmotor                              | R4-benzinmotor                  | R4-benzinmotor                              | R4-dieselmotor               |
| Antal ventiler pr. cylinder                    | 4                               | 4                                           | 4                               | 4                                           | 2                            |
| Ventilstyring                                  | DOHC, kæde                      | DOHC, kæde                                  | DOHC, kæde                      | DOHC, kæde                                  | OHC, tandrem                 |
| Fødesystem                                     | Multipoint                      | Multipoint                                  | Multipoint                      | Multipoint                                  | Hvirvelkammer- indsprøjtning |
| Trykladning                                    | –                               | –                                           | –                               | –                                           | –                            |
| Køling                                         | Vandkøling                      | Vandkøling                                  | Vandkøling                      | Vandkøling                                  | Vandkøling                   |
| Boring × slaglængde                            | 71,0 × 63,0 mm                  | 71,0 × 63,0 mm                              | 71,0 × 80,5 mm                  | 72,0 × 82,8 mm                              | 77,0 × 82,0 mm               |
| Slagvolume                                     | 998 cm³                         | 998 cm³                                     | 1275 cm³                        | 1348 cm³                                    | 1527 cm³                     |
| Kompressionsforhold                            | 9,5:1                           | 9,5:1                                       | 9,5:1                           | 9,5:1                                       | 23,0:1                       |
| Maks. effekt ved omdr./min.                    | 40 kW (54 hk) 6000              | 44 kW (60 hk) 6000                          | 55 kW (75 hk) 6000              | 60 kW (82 hk) 6000                          | 42 kW (57 hk) 5000           |
| Maks. drejningsmoment ved omdr./min.           | 79 Nm 4000                      | 80 Nm 4000                                  | 103 Nm 4000                     | 108 Nm 2800                                 | 95 Nm 2250                   |
| Kraftoverførsel                                |                                 |                                             |                                 |                                             |                              |
| Drivende hjul                                  | Forhjul                         | Forhjul                                     | Forhjul                         | Forhjul                                     | Forhjul                      |
| Gearkasse (standardudstyr)                     | 5-trins manuel                  | 5-trins manuel                              | 5-trins manuel                  | 5-trins manuel                              | 5-trins manuel               |
| Gearkasse (ekstraudstyr)                       | Trinløs CVT                     | Trinløs CVT                                 | Trinløs CVT                     | Trinløs CVT                                 | –                            |
| Gearkasse (ekstraudstyr)                       | 4-trins automatisk              |                                             |                                 |                                             | –                            |
| Præstationer                                   |                                 |                                             |                                 |                                             |                              |
| Topfart                                        | 150 km/t [145 km/t]             | 150 km/t (142 km/t) [147 km/t]              | 170 km/t [165 km/t]             | 170 km/t (162 km/t) [164 km/t]              | 146 km/t                     |
| Acceleration 0-100 km/t                        | 16,4 sek. [19,7 sek.]           | 15,5 sek. (19,7 sek.) [18,0 sek.]           | 12,0 sek. [13,7 sek.]           | 11,9 sek. (13,7 sek.) [12,5 sek.]           | 18,7 sek.                    |
| Brændstofforbrug pr. 100 km ved blandet kørsel | 5,8 liter [6,1 liter] Blyfri 95 | 6,0 liter (7,1 liter) [6,1 liter] Blyfri 95 | 6,1 liter [6,3 liter] Blyfri 95 | 6,1 liter (6,8 liter) [6,4 liter] Blyfri 95 | 5,2 liter Diesel             |

1. ↑  Denne motor findes ikke på det danske modelprogram
2. ↑  Kun for Japan
3. ↑  Værdier i runde parenteser gælder for versioner med automatgear, og i kantede parenteser for versioner med CVT-gear

## Micra (K12, 2002−2010)
Efter tre omfattende modifikationer af forgængeren kom den tredje modelgeneration af Micra på markedet i november 2002. Også denne model blev til Europa fremstillet i Storbritannien. Denne model er hovedsageligt kendetegnet ved sit karakteristiske runde design, som primært skulle tiltale kvindelige købere.

### Facelift
I juni 2005 gennemgik Micra et facelift, som kan kendes på det modificerede frontparti med stødliste, et større luftindtag under nummerpladen, forberedelse til tågeforlygter samt hvide blinklys fortil.
K12-serien blev ikke så stor en succes som forgængeren (K11), blandt andet på grund af det teknisk avancerede formsprog. Dertil kom i starten problemer med knastkæden. Især på 1,2-liters benzinmotorerne med 65 og 80 hk blev der af fabrikanten i årgangene 2003 og 2004 monteret en kortlivet knastkæde, som allerede var nødt til at udskiftes ved 80.000 kørte kilometre. På de senere årgange aftog problemet lidt efter lidt, og Micra blev af det tyske ADAC i år 2007 udnævnt til den bil med færrest driftsstop.
I juni 2010 blev produktionen indstillet. Efterfølgeren kom på markedet i slutningen af året.
- Nissan Micra femdørs (2005–2010)
- Bagfra

### Micra C+C
Efter at det i slutningen af 2003 blev besluttet at sætte den på Paris Motor Show 2002 præsenterede prototype i serieproduktion, kunne Micra K12 fra juni 2005 leveres som C+C (coupé-cabriolet). Tagsystemet blev produceret af Karmann på Nissans fabrik i Washington.
I marts 2009 blev produktionen indstillet på grund af manglende efterspørgsel.
- Nissan Micra C+C (2005–2009)
- Bagfra

### Specialmodeller

#### 25th Edition
Til Micra-seriens 25-års fødselsdag introducerede Nissan specialmodellen 25th Edition, som kan kendes på de sølv/grå sidespejle og hjulkapsler samt fodmåtter med sølvkanter. Modellen har på bagklappen et cirkelrundt logo med påskriften 25th.
- Nissan Micra „25th Edition“ femdørs (2009–2010)
- Bagfra

#### 160SR
I november 2005 kom en sportsversion af Micra K12 på markedet. Modellen hedder 160SR og er udstyret med 1,6-litersmotoren med 81 kW (110 hk). Modellen har spoilere, alufælge og i 160SR-pakkeudgaven ligeledes fuldt udstyr.

### Sikkerhed
Det svenske forsikringsselskab Folksam vurderer flere forskellige bilmodeller ud fra oplysninger fra virkelige ulykker, hvorved risikoen for død eller invaliditet i tilfælde af en ulykke måles. I rapporterne Hur säker är bilen? er/var Micra i årgangene 2003 til 2010 klassificeret som følger:
- 2013: Som middelbilen[10]
- 2015: Som middelbilen[11]
- 2017: Mindst 20 % dårligere end middelbilen[12]
- 2019: Som middelbilen[19]

### Tekniske data
|                                                | 1.0                 | 1.2                 | 1.2                             | 1.4                             | 1.6                 | 1.5 dCi            | 1.5 dCi                   | 1.5 dCi                   |
| Byggeår                                        | 11/2002–6/2010      | 11/2002–6/2010      | 11/2002–6/2010                  | 11/2002–6/2010                  | 5/2005–6/2010       | 11/2002–6/2010     | 11/2002–5/2005            | 5/2005–6/2010             |
| Motordata                                      |                     |                     |                                 |                                 |                     |                    |                           |                           |
| Motorfabrikat                                  | Nissan              | Nissan              | Nissan                          | Nissan                          | Nissan              | Renault            | Renault                   | Renault                   |
| Motorkode                                      | CG10DE              | CR12DE              | CR12DE                          | CR14DE                          | HR16DE              | K9K 704            | K9K 722                   | K9K 276                   |
| Motortype                                      | R4-benzinmotor      | R4-benzinmotor      | R4-benzinmotor                  | R4-benzinmotor                  | R4-benzinmotor      | R4-dieselmotor     | R4-dieselmotor            | R4-dieselmotor            |
| Antal ventiler pr. cylinder                    | 4                   | 4                   | 4                               | 4                               | 4                   | 2                  | 2                         | 2                         |
| Ventilstyring                                  | DOHC, kæde          | DOHC, kæde          | DOHC, kæde                      | DOHC, kæde                      | DOHC, kæde          | OHC, tandrem       | OHC, tandrem              | OHC, tandrem              |
| Fødesystem                                     | Multipoint          | Multipoint          | Multipoint                      | Multipoint                      | Multipoint          | Commonrail         | Commonrail                | Commonrail                |
| Trykladning                                    | –                   | –                   | –                               | –                               | –                   | Turbolader         | Turbolader, ladeluftkøler | Turbolader, ladeluftkøler |
| Køling                                         | Vandkøling          | Vandkøling          | Vandkøling                      | Vandkøling                      | Vandkøling          | Vandkøling         | Vandkøling                | Vandkøling                |
| Boring × slaglængde                            | 71,0 × 63,0 mm      | 71,0 × 78,3 mm      | 71,0 × 78,3 mm                  | 73,0 × 82,8 mm                  | 78,0 × 83,6 mm      | 76,0 × 80,5 mm     | 76,0 × 80,5 mm            | 76,0 × 80,5 mm            |
| Slagvolume                                     | 998 cm³             | 1240 cm³            | 1240 cm³                        | 1386 cm³                        | 1598 cm³            | 1461 cm³           | 1461 cm³                  | 1461 cm³                  |
| Kompressionsforhold                            | 10,2:1              | 9,9:1               | 9,9:1                           | 9,9:1                           | 10,7:1              | 18,8:1             | 18,8:1                    | 18,8:1                    |
| Maks. effekt ved omdr./min.                    | 48 kW (65 hk) 5600  | 48 kW (65 hk) 5200  | 59 kW (80 hk) 5200              | 65 kW (88 hk) 5200              | 81 kW (110 hk) 6000 | 48 kW (65 hk) 4000 | 60 kW (82 hk) 4000        | 63 kW (86 hk) 4000        |
| Maks. drejningsmoment ved omdr./min.           | 90 Nm 3600          | 110 Nm 3600         | 110 Nm 3600                     | 128 Nm 3200                     | 153 Nm 4400         | 160 Nm 2000        | 185 Nm 2000               | 200 Nm 1900               |
| Kraftoverførsel                                |                     |                     |                                 |                                 |                     |                    |                           |                           |
| Drivende hjul                                  | Forhjul             | Forhjul             | Forhjul                         | Forhjul                         | Forhjul             | Forhjul            | Forhjul                   | Forhjul                   |
| Gearkasse (standardudstyr)                     | 5-trins manuel      | 5-trins manuel      | 5-trins manuel                  | 5-trins manuel                  | 5-trins manuel      | 5-trins manuel     | 5-trins manuel            | 5-trins manuel            |
| Gearkasse (ekstraudstyr)                       | –                   | –                   | 4-trins automatisk              | 4-trins automatisk              | –                   | –                  | –                         | –                         |
| Præstationer (Micra)                           |                     |                     |                                 |                                 |                     |                    |                           |                           |
| Topfart                                        | 154 km/t            | 154 km/t            | 167 km/t (145 km/t)             | 172 km/t (158 km/t)             | 183 km/t            | 155 km/t           | 170 km/t                  | 171 km/t                  |
| Acceleration 0-100 km/t                        | 15,7 sek.           | 16,3 sek.           | 13,9 sek.                       | 11,9 sek. (15,0 sek.)           | 9,8 sek.            | 17,0 sek.          | 12,9 sek.                 | 12,9 sek.                 |
| Brændstofforbrug pr. 100 km ved blandet kørsel | 5,8 liter Blyfri 95 | 5,9 liter Blyfri 95 | 5,9 liter (6,6 liter) Blyfri 95 | 6,3 liter (6,8 liter) Blyfri 95 | 6,6 liter Blyfri 95 | 4,6 liter Diesel   | 4,5 liter Diesel          | 4,7 liter Diesel          |
| Præstationer (Micra C+C)                       |                     |                     |                                 |                                 |                     |                    |                           |                           |
| Topfart                                        | –                   | –                   | –                               | 176 km/t                        | 191 km/t            | –                  | –                         | –                         |
| Acceleration 0-100 km/t                        | –                   | –                   | –                               | 12,8 sek.                       | 10,6 sek.           | –                  | –                         | –                         |
| Brændstofforbrug pr. 100 km ved blandet kørsel | –                   | –                   | –                               | 6,6 liter Blyfri 95             | 6,7 liter Blyfri 95 | –                  | –                         | –                         |

1. ↑  Ikke for Micra C+C
2. ↑  Værdier i parenteser gælder for versioner med automatgear

## Micra (K13, 2010−2017)
Den fjerde modelgeneration af Nissan Micra blev præsenteret i marts 2010 på Geneve Motor Show i Schweiz. Modellen blev solgt i 160 forskellige lande, og blev produceret i både Thailand, Indien, Mexico og Kina. På det indiske marked sælges der siden 2012 også en søstermodel med navnet Renault Pulse.
Salget af K13 startede i Thailand i marts 2010, og i Danmark i marts 2011.
Bagagerummet i Micra K13 kan rumme 265 til 1132 liter, og tankindholdet er i alle versioner 41 liter.

### Facelift
I juni 2013 gennemgik Micra et hovedsageligt optisk facelift. Den faceliftede Micra kom ud til forhandlerne i september 2013.
Den faceliftede udgave kan kendes på den modificerede kølergrill med V-formet kromliste, som betoner slægtskabet med de andre Nissan-modeller stærkere. Desuden blev motorhjelm, forskærme, forlygter og kofanger modificeret. Bagpå kom der en ny kofanger og nye baglygter med lysdioder.
- Nissan Micra (2013–2017)
- Bagfra (Tekna)

### Teknik
Bilen blev bygget på en nyudviklet "V"-platform, som kendetegnes ved høj stabilitet og lav vægt. Kabinen har på grund af ændrede ydermål og større akselafstand mere plads end i forgængeren. Modellen findes i modsætning til forgængerne kun med fem døre. Den markante linje over sideruderne fra forgængeren gled ind i designet, da den skulle bibeholdes som kendetegn for modelserien.
K13 er den første generation af Micra, som ikke kan fås med anhængertræk (heller ikke til eftermontering).
I Europa findes Micra med to trecylindrede benzinmotorer på 1,2 liter, enten som sugemotor eller med kompressor. Disse nyudviklede motorer med variabel ventilstyring kommer fra HR-serien, der med fire cylindre gør tjeneste i Tiida og Qashqai. Kompressorversionen udmærker sig ved et lavere CO2-udslip og brændstofforbrug, og opnår på grund af kompressorladningen omtrent den samme effekt som en 1,5-liters sugemotor. Ved hjælp af direkte indsprøjtning, brug af Miller-processen og et start/stop-system forbedres effektiviteten yderligere. Ved introduktionen fandtes kun sugemotoren, men i 2011 fulgte kompressorversionen. Begge motorer kan kombineres med en femtrins manuel gearkasse eller et trinløst CVT-gear.

### Udstyr
Det standardmæssige sikkerhedsudstyr består af seks airbags (fører/forsædepassager, side samt gennemgående gardinairbags foran og bagi), ABS med bremseassistent samt ESP. Bilen har ligeledes antispinregulering, af Nissan benævnt TRC – Traction Control System.
Basismodellen Visia First er udstyret med elektrisk servostyring med højdejusterbart rat, manuelt justerbare sidespejle, el-ruder foran, centrallåsesystem med fjernbetjening, udelt fremklappeligt bagsæderyglæn og Isofix-børnesædefastgørelse på bagsædet. Bilen er udstyret med 14" stålfælge på dæk af størrelse 165/70 R 14, og kunne uden merpris kun leveres i sort eller hvid. Ud over metallak er det eneste fra fabrikken tilgængelige ekstraudstyr til basismodellen den såkaldte Comfort Paket bestående af et manuelt klimaanlæg med pollenfilter samt en cd-radio med fire højttalere.
Micra Acenta har ud over manuelt klimaanlæg kørecomputer, el-justerbare sidespejle, et læderbetrukket rat, fartpilot og hastighedsbegrænser, cd-radio med fire højttalere, tågeforlygter, ekstra fralægningsrum, læselampe og et 60:40 delt bagsæderyglæn. Acenta er udstyret med 15" alufælge på dæk af størrelse 175/60 R 15 og findes som den eneste version med CVT-gear.
Topmodellen hedder Micra Tekna og har el-justerbare og -indklappelige sidespejle, automatisk klimaanlæg med pollenfilter, glastag, regnsensor, 15" alufælge, parkeringsassistent med parkeringssensorer bagtil, Intelligent Key med start/stop-knap samt tågeforlygter. Navigationssystemet Nissan Connect med 5" farveskærm, som mod merpris kan leveres til Acenta, er standard i Tekna.

### Sikkerhed
Ved kollisionstesten udført af Euro NCAP i november 2010 fik Micra 30 point for personsikkerhed, 39 point for børnesikkerhed og 21 point for fodgængersikkerhed.

### Tekniske data
|                                                | 1.2                             | 1.2 DIG-S                       |
| Byggeår                                        | 3/2010–3/2017                   | 8/2011–3/2017                   |
| Motordata                                      |                                 |                                 |
| Motorkode                                      | HR12DE                          | HR12DDR                         |
| Motortype                                      | R3-benzinmotor                  | R3-benzinmotor                  |
| Antal ventiler pr. cylinder                    | 4                               | 4                               |
| Ventilstyring                                  | DOHC, kæde                      | DOHC, kæde                      |
| Fødesystem                                     | Multipoint                      | Direkte indsprøjtning           |
| Trykladning                                    | –                               | Kompressor                      |
| Køling                                         | Vandkøling                      | Vandkøling                      |
| Boring × slaglængde                            | 78,0 × 83,6 mm                  | 78,0 × 83,6 mm                  |
| Slagvolume                                     | 1198 cm³                        | 1198 cm³                        |
| Kompressionsforhold                            | 10,7:1                          | 13,1:1                          |
| Maks. effekt ved omdr./min.                    | 59 kW (80 hk) 6000              | 72 kW (98 hk) 6000              |
| Maks. drejningsmoment ved omdr./min.           | 110 Nm 4000                     | 142 Nm 4000                     |
| Kraftoverførsel                                |                                 |                                 |
| Drivende hjul                                  | Forhjul                         | Forhjul                         |
| Gearkasse (standardudstyr)                     | 5-trins manuel                  | 5-trins manuel                  |
| Gearkasse (ekstraudstyr)                       | Trinløs CVT                     | Trinløs CVT                     |
| Præstationer                                   |                                 |                                 |
| Topfart                                        | 170 km/t [161 km/t]             | 180 km/t [175 km/t]             |
| Acceleration 0-100 km/t                        | 13,7 sek. [14,5 sek.]           | 11,3 sek. [11,9 sek.]           |
| Brændstofforbrug pr. 100 km ved blandet kørsel | 5,0 liter [5,4 liter] Blyfri 95 | 5,0 liter [5,0 liter] Blyfri 95 |
| CO2-udslip ved blandet kørsel                  | 115 g/km [125 g/km]             | 95 g/km [115 g/km]              |

1. ↑  Værdier i kantede parenteser gælder for versioner med CVT-gear

## Micra (K14, 2017−)
Den femte generation af Micra blev præsenteret på Paris Motor Show i efteråret 2016, og kom til Danmark i maj 2017. En faceliftet version blev præsenteret i november 2020. Allerede på Geneve Motor Show 2015 præsenterede Nissan med modellen Sway en prototype, som skulle give en forsmag på femte generation af Micra.
- Bagfra
- Kabine
- Nissan Sway på Geneve Motor Show 2015
- Bagfra

I modsætning til forgængeren bygges femte generation ikke i Thailand, men derimod sammen med søstermodellen Renault Clio IV og dennes eldrevne aflægger Renault ZOE på Renaults fabrik i Flins-sur-Seine i Frankrig.

### Udstyrsvarianter
Micra findes i følgende udstyrsvarianter:
- Visia: 15" stålfælge med heldækkende hjulkapsler, fører-, passager- (kan frakobles), side- og gardinairbags, aktiv vognbaneassistent, ABS, ESP, bjergigangsætningassistent, kørecomputer, højdejusterbart førersæde, automatisk kørelys, el-ruder foran, hastighedsbegrænser, ISOFIX-børnesædefastgørelse på yderste bagsæder, LED-dagkørelys, højde- og længdejusterbart rat, dæktrykskontrolsystem og centrallåsesystem med fjernbetjening.
- Visia Plus: Som Visia samt audiosystem og klimaanlæg.
- Acenta: Som Visia Plus samt 16" stålfælge med heldækkende hjulkapsler, ratbetjening af radio, kørecomputer med farvedisplay, fartpilot samt lakerede dørhåndtag og sidespejle.
- N-Connecta: Som Acenta samt 16" alufælge, el-indkpappelige sidespejle, motorstartknap, læderrat, tågeforlygter, navigationssystem, regnsensor og tonede bageste sideruder.
- Tekna: Som N-Connecta samt 17" alufælge, Premium-audiosystem, bakkamera, regnsensor, fjernlysassistent, færdselstavlegenkendelse, nødbremseassistent, vognbaneholdeassistent, parkeringssensorer bagtil samt sædevarme.

### Farver
Ud over de to Uni-lakeringer findes Micra med flere forskellige metalfarver samt to perleeffektfarver.
| Solid White Uni          | Ivory Uni              |                       |                        |                      |                     |
| Platinum Silver Metallic | Gunmetal Grey Metallic | Enigma Black Metallic | Energy Orange Metallic | Pulse Green Metallic | Power Blue Metallic |
| Glaze White Perleffekt   | Passion Red Perleffekt |                       |                        |                      |                     |

### Sikkerhed
I 2017 blev Micra testet af Euro NCAP. I basisudgaven fik Micra fire ud af fem mulige stjerner. Da modellen som ekstraudstyr kan leveres med sikkerhedspakke, blev Micra også testet med denne og fik ved denne test fem ud af fem mulige stjerner.

### Tekniske data
Ved introduktionen kunne den nye Micra leveres med en 0,9-liters trecylindret benzinmotor og en 1,5-liters firecylindret dieselmotor, begge med turbolader og 66 kW (90 hk). Begge disse motorer er produceret af Renault og gør også tjeneste i Smart. Kort tid senere fulgte en 1,0-liters sugebenzinmotor med 54 kW (73 hk).
 I 2018 blev motorprogrammet udvidet med 1,2-liters benzinturbomotor med 88 kW (120 hk) og 6-trins gearkasse, men uden balanceaksel, og samtidig blev dieselmotoren taget af programmet. Desuden fandt automatgearkassen X-Tronic vej til Micra, i første omgang i kombination med 54 kW (73 hk)-benzinmotoren. Efter faceliftet er der kun én motor på programmet, en 1,0-liters benzinturbomotor med 68 kW (92 hk) som kan kombineres med enten femtrins manuel eller trinløs gearkasse.
|                                                | 1.0                     | IG 71               | 0.9 Turbo               | IG-T 90                 | IG-T 92                                 | IG-T 100                                | DIG-T 117           | 1.5 dCi              |
| Byggeår                                        | 3/2017–8/2018           | 8/2018–8/2019       | 3/2017–8/2018           | 8/2018–4/2019           | 10/2020–                                | 12/2018–12/2020                         | 1/2019–12/2020      | 3/2017–8/2018        |
| Motordata                                      |                         |                     |                         |                         |                                         |                                         |                     |                      |
| Motorkode                                      |                         |                     | H4Bt 400                | H4Bt 400                |                                         | H4D                                     |                     | K9K 608              |
| Motortype                                      | R3-benzinmotor          | R3-benzinmotor      | R3-benzinmotor          | R3-benzinmotor          | R3-benzinmotor                          | R3-benzinmotor                          | R3-benzinmotor      | R4-dieselmotor       |
| Antal ventiler pr. cylinder                    | 4                       | 4                   | 4                       | 4                       | 4                                       | 4                                       | 4                   | 2                    |
| Ventilstyring                                  | DOHC, kæde              | DOHC, kæde          | DOHC, kæde              | DOHC, kæde              | DOHC, kæde                              | DOHC, kæde                              | DOHC, kæde          | OHC, tandrem         |
| Fødesystem                                     | Multipoint              | Multipoint          | Multipoint              | Multipoint              | Multipoint                              | Multipoint                              | Multipoint          | Commonrail           |
| Trykladning                                    | –                       | –                   | Turbolader              | Turbolader              | Turbolader                              | Turbolader                              | Turbolader          | Turbolader           |
| Køling                                         | Vandkøling              | Vandkøling          | Vandkøling              | Vandkøling              | Vandkøling                              | Vandkøling                              | Vandkøling          | Vandkøling           |
| Boring × slaglængde                            | 71,0 × 84,0 mm          | 71,0 × 84,0 mm      | 72,2 × 73,1 mm          | 72,2 × 73,1 mm          |                                         |                                         |                     | 76,0 × 80,5 mm       |
| Slagvolume                                     | 998 cm³                 | 998 cm³             | 898 cm³                 | 898 cm³                 | 999 cm³                                 | 999 cm³                                 | 999 cm³             | 1461 cm³             |
| Kompressionsforhold                            | 10,5:1                  | 10,5:1              | 9,5:1                   | 9,5:1                   | 9,5:1                                   | 9,5:1                                   | 10,5:1              | 15,5:1               |
| Maks. effekt ved omdr./min.                    | 54 kW (73 hk) 6300      | 52 kW (71 hk) 6300  | 66 kW (90 hk) 5500      | 66 kW (90 hk) 5500      | 68 kW (92 hk) 5000                      | 74 kW (100 hk) 5000                     | 86 kW (117 hk) 5250 | 66 kW (90 hk) 4000   |
| Maks. drejningsmoment ved omdr./min.           | 95 Nm 3500              | 95 Nm 3500          | 140 Nm 2250             | 140 Nm 2250             | 160 Nm 2000−3750 (144 Nm 1750−4400)     | 160 Nm 2750                             | 180 Nm 1750−4000    | 220 Nm 2000          |
| Tankindhold                                    | 41 liter                | 41 liter            | 41 liter                | 41 liter                | 41 liter                                | 41 liter                                | 41 liter            | 41 liter             |
| Udstødningsnorm                                | Euro 6b                 | Euro 6c             | Euro 6b                 | Euro 6c                 | Euro 6d                                 | Euro 6d-TEMP                            | Euro 6d-TEMP        | Euro 6b              |
| Kraftoverførsel                                |                         |                     |                         |                         |                                         |                                         |                     |                      |
| Drivende hjul                                  | Forhjul                 | Forhjul             | Forhjul                 | Forhjul                 | Forhjul                                 | Forhjul                                 | Forhjul             | Forhjul              |
| Gearkasse (standardudstyr)                     | 5-trins manuel          | 5-trins manuel      | 5-trins manuel          | 5-trins manuel          | 5-trins manuel                          | 5-trins manuel                          | 6-trins manuel      | 5-trins manuel       |
| Gearkasse (ekstraudstyr)                       | –                       | –                   | –                       | –                       | Trinløs Xtronic                         | Trinløs Xtronic                         | –                   | –                    |
| Præstationer                                   |                         |                     |                         |                         |                                         |                                         |                     |                      |
| Topfart                                        | 161 km/t                | 158 km/t            | 175 km/t                | 175 km/t                | 178 km/t (171 km/t)                     | 184 km/t (177 km/t)                     | 195 km/t            | 179 km/t             |
| Acceleration 0-100 km/t                        | 15,1 sek.               | 16,4 sek.           | 12,1 sek.               | 12,1 sek.               | 11,8 sek. (13,0 sek.)                   | 10,9 sek. (13,0 sek.)                   | 9,9 sek.            | 11,9 sek.            |
| Brændstofforbrug pr. 100 km ved blandet kørsel | 4,6−4,9 liter Blyfri 95 | 5,3 liter Blyfri 95 | 4,4−5,1 liter Blyfri 95 | 5,1−5,5 liter Blyfri 95 | 4,5−4,7 liter (4,7−5,0 liter) Blyfri 95 | 4,5−4,6 liter (4,7−4,9 liter) Blyfri 95 | 5,0 liter Blyfri 95 | 3,2−3,8 liter Diesel |
| CO2-udslip ved blandet kørsel                  | 107−115 g/km            | 121 g/km            | 99−115 g/km             | 118−127 g/km            | 103−108 g/km (108−113 g/km)             | 103−105 g/km (108−112 g/km)             | 114 g/km            | 85−101 g/km          |

1. 1 2  Værdier i parentes gælder for versioner med Xtronic

Alle versioner af Micra er udstyret med tandstangsstyretøj med elektrisk servostyring. Forhjulene er ophængt på MacPherson-fjederben og tværled, og baghjulene på en flerleddet aksel. Bremsesystemet er udstyret med skivebremser på forhjulene og tromlebremser på baghjulene.